# Campeonato de Campeones de Chile 1944
El Campeonato de Campeones de Chile 1944 o Copa de Campeones de Chile 1944 fue la 2° edición de la competición disputada entre los campeones de la Primera División de Chile, correspondiente a la temporada 1944.
Su organización estuvo a cargo de la Asociación Central de Fútbol de Chile (ACF), se jugó desde abril hasta mayo de 1944 y contó con la participación de seis equipos.
El campeón fue Santiago Morning, que se adjudicó su segundo título del Campeonato de Campeones de Chile.
Erróneamente, esta edición ha sido registrada por Rec.Sport.Soccer Statistics Foundation (RSSSF) como correspondiente al Campeonato de Apertura de Chile, lo cual no es efectivo, ya que se trata de la edición de 1944 del Campeonato de Campeones de Chile, competición disputada en paralelo en esos años.

## Datos de los equipos participantes
Participaron los seis equipos campeones, hasta ese momento, de la Primera División de Chile e integrantes a la vez del campeonato nacional de 1944.
| Equipo               | Títulos de Primera División |
| -------------------- | --------------------------- |
| Audax Italiano       | 1936                        |
| Colo-Colo            | 1937, 1939 y 1941           |
| Magallanes           | 1933, 1934, 1935 y 1938     |
| Santiago Morning     | 1942                        |
| Unión Española       | 1943                        |
| Universidad de Chile | 1940                        |

## Aspectos generales

### Modalidad
La competición se jugó en una sola rueda de cinco fechas, bajo el sistema de todos contra todos, resultando campeón aquel equipo que acumulase más puntos en la tabla de posiciones.

## Desarrollo

### Primera fecha
|  | Colo-Colo | 3:2 | Audax Italiano |  |  |
|  | Anotado   |     | Anotado        |  |  |

| 9 de abril de 1944 | Santiago Morning | 4:2 | Universidad de Chile | Estadio de Carabineros, Santiago |  |
|                    | Anotado          |     | Ramos · Ramos        |                                  |  |

|  | Unión Española | 2:0 | Magallanes |  |  |
|  | Anotado        |     |            |  |  |

### Segunda fecha
| 15 de abril de 1944 | Colo-Colo | 5:1 | Universidad de Chile | Estadio de Carabineros, Santiago |  |
|                     | Anotado   |     | Scopelli             |                                  |  |

|  | Audax Italiano | 4:3 | Unión Española |  |  |
|  | Anotado        |     | Anotado        |  |  |

|  | Magallanes | 1:2 | Santiago Morning |  |  |
|  | Anotado    |     | Anotado          |  |  |

### Tercera fecha
| 22 de abril de 1944 | Universidad de Chile | 2:2 | Magallanes | Estadio de Carabineros, Santiago |  |
|                     | Dalbadie · Scopelli  |     | Anotado    |                                  |  |

|  | Santiago Morning | 2:1 | Audax Italiano |  |  |
|  | Anotado          |     | Anotado        |  |  |

|  | Unión Española | 2:1 | Colo-Colo |  |  |
|  | Anotado        |     | Anotado   |  |  |

### Cuarta fecha
|  | Magallanes | 3:2 | Colo-Colo |  |  |
|  | Anotado    |     | Anotado   |  |  |

|  | Unión Española | 2:1 | Santiago Morning |  |  |
|  | Anotado        |     | Anotado          |  |  |

| 30 de abril de 1943 | Audax Italiano | 4:2 | Universidad de Chile | Estadio de Carabineros, Santiago |  |
|                     | Anotado        |     | Epeloa · Epeloa      |                                  |  |

### Quinta fecha
|  | Santiago Morning | 5:2 | Colo-Colo |  |  |
|  | Anotado          |     | Anotado   |  |  |

|  | Magallanes | 3:1 | Audax Italiano |  |  |
|  | Anotado    |     | Anotado        |  |  |

| 6 de mayo de 1944 | Universidad de Chile                        | 4:1 | Unión Española | Estadio de Carabineros, Santiago |  |
|                   | Epeloa · Epeloa · Charpentier · Charpentier |     | Anotado        |                                  |  |

## Tabla de posiciones
| Pos | Equipo               | PJ | PG | PE | PP | GF | GC | Dif | Pts |
| --- | -------------------- | -- | -- | -- | -- | -- | -- | --- | --- |
| 1   | Santiago Morning     | 5  | 4  | 0  | 1  | 14 | 8  | 6   | 8   |
| 2   | Unión Española       | 5  | 3  | 0  | 2  | 10 | 10 | 0   | 6   |
| 3   | Magallanes           | 5  | 2  | 1  | 2  | 9  | 9  | 0   | 5   |
| 4   | Colo-Colo            | 5  | 2  | 0  | 3  | 13 | 13 | 0   | 4   |
| 5   | Audax Italiano       | 5  | 2  | 0  | 3  | 12 | 13 | -1  | 4   |
| 6   | Universidad de Chile | 5  | 1  | 1  | 3  | 11 | 16 | -5  | 3   |

Pos = Posición; PJ = Partidos jugados; PG = Partidos ganados; PE = Partidos empatados; PP = Partidos perdidos; GF = Goles a favor; GC = Goles en contra; Dif = Diferencia de gol; Pts = Puntos
|  | Campeón |

## Campeón
| Chile                              |
| Campeón Santiago Morning 2º título |